# Soudougou
Soudougou est une localité située dans le département de Barsalogho de la province du Sanmatenga dans la région Centre-Nord au Burkina Faso.

## Économie
L'économie du village repose essentiellement sur l'agro-pastoralisme, cependant Soudougou possède une tradition typique de forgerons qui travaillent principalement durant la saison sèche.

## Éducation et santé
Le centre de soins le plus proche de Soudougou est le centre de santé et de promotion sociale (CSPS) de Basma tandis que le centre médical avec antenne chirurgicale (CMA) se trouve à Barsalogho et le centre hospitalier régional (CHR) à Kaya.
Le village possède un centre permanent d'alphabétisation et de formation (CPAF).